# 根德公爵

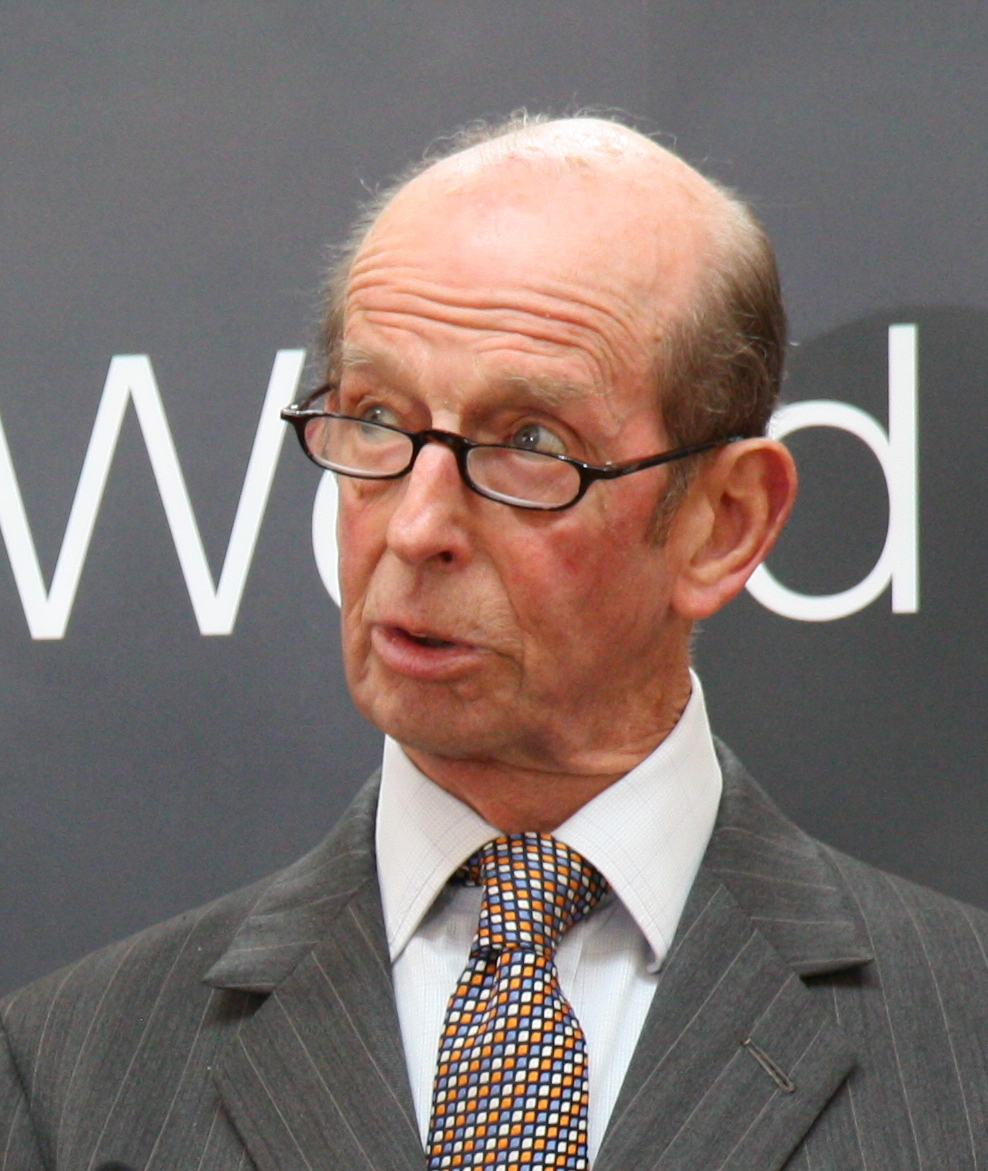
現任肯特公爵愛德華親王

根德公爵（英語：Duke of Kent）是英国的一個貴族爵位，歷史上共授予過兩次。現任持有者是肯特公爵愛德華王子，他是第二代的肯特公爵，父親喬治王子是英國國王乔治五世的第四子，他在父親死後繼承爵位成為第二代公爵。

## 早期歷史
史上第一個與根德相關的爵位是在肯特王國──合併組成英格蘭王國的七個盎格魯-撒克遜王國之一。根德國王最早出現於約449年。825年，根德王國被威塞克斯的愛格伯特佔領，根德遂成為威塞克斯的附庸，由威塞克斯國王的親屬擔任根德國王。愛格伯特之子埃塞爾烏夫於825年成為根德國王，自此，「根德國王」儼如韋塞克斯王位繼承人的銜頭。860年，根德被威塞克斯吞併，失去獨立王國之地位。

## 根德伯爵
英格蘭貴族中，首個與根德有關的爵位是肯特伯爵。威塞克斯伯爵戈德溫死後，其子利奧芬於1056至1058年間成為根德伯爵，是當時新創立的伯爵爵位。戈德溫很可能是第一任根德伯爵，因他統治的諸多區域當中包括根德在內。
利奧芬於1066年黑斯廷斯戰役陣亡後，征服者威廉冊立其同母異父弟弟厄德（當時擔任巴約主教）為新的根德伯爵。但是厄德曾兩次被貶去爵位，第一次是他在1082年被囚禁時，第二次是他發動1088年叛亂失敗後逃離英格蘭。
根德伯爵的爵位於1141年重新冊立，授予威廉·德·伊普萊斯，但他於1155年被貶去爵位。1227年，胡伯特·德·巴勒獲封為根德伯爵，但是爵位於他死時絕嗣。1321年，胡士托的愛德蒙獲封為根德伯爵，因愛德蒙女兒瓊安嫁予湯瑪斯·荷蘭德，根德伯爵爵位改由荷蘭德家族世代傳承，直至1408年，威廉·尼維爾和愛德蒙·格雷先後於1461年和1465年獲封為根德伯爵，格雷家族世代持有爵位直至亨利·格雷無子嗣而死。

## 根德侯爵，後為根德公爵
1702年，亨利·格雷繼承父親安東尼·格雷，成為第十二代根德伯爵。1706年，亨利獲陞爵為根德侯爵，同時獲得哈羅德伯爵和高德里池子爵爵位。哈利於1710年再度獲陞爵為根德公爵，1740年亨利的所有兒子死去，他獲得格雷子爵爵位，並以孫女作為特別繼承人。亨利與首任妻子育有一子五女，與第二任妻子育有一子一女，但他的兩名兒子安東尼和佐治均早他而死，使根德公爵的爵位沒有男性繼承人。亨利死時，孫女謝米娜·金寶女爵繼承了他的兩個銜頭，但其他爵位絕嗣，包括根德公爵爵位。

## 王家公爵（1799年）
1799年4月23日，喬治三世冊立四子愛德華·奧古斯都王子為根德及斯特拉森公爵、都柏林伯爵。愛德華沒有兒子，只有维多利亚女王这一個女兒，因此他的公爵爵位在他死時絕嗣。

## 王家伯爵（1866年）
根德的爵位再度冊立時，不是公爵或侯爵，而是伯爵。1866年，維多利亞女王冊立次子亞爾菲臘王子為愛丁堡公爵、阿爾斯特伯爵和肯特伯爵。愛丁堡公爵亞爾菲臘（後來成為薩克森-科堡-哥達公爵）只有一個兒子亞爾菲臘，但兒子早他而死。亞爾菲臘1900年死時，根德伯爵爵位絕嗣。

## 王家公爵（1934年）
1934年，乔治五世冊立四子乔治王子為根德公爵、聖安德魯斯伯爵、唐帕特里克男爵。乔治王子育有三名子女──愛德華王子、雅麗珊郡主和邁克爾王子。佐治王子於1942年去世後，愛德華王子繼承父親的所有爵位。
現任公爵愛德華王子有兩名兒子，但他們使用父親公爵領地為銜頭，而非王子銜頭，這是因為佐治五世國王於1917年規定只有君主的兒子才可使用王子銜頭。現任公爵爵位繼承人是聖安德魯斯伯爵佐治，他的長子丹柏提克男爵愛德華是根德公爵爵位第二號繼承人。由於佐治是君主的曾孫，因此他繼承根德公爵爵位時，會獲得「His Grace」的稱呼而非「His Royal Highness」，那時根德公爵將不再是王家公爵。
愛德華王子的次子是尼古拉斯·溫莎勳爵，他是羅馬天主教徒，因此無法繼承英國王位，但是他依然在肯特公爵的爵位繼承順序上，因為公爵並沒有宗教限制。

## 官邸
根德公爵和公爵夫人現在居住於肯辛頓宮的溫廳，而辦公室位於聖詹姆士宮的約克廳。

## 根德公爵
根德公爵於歷史上三段時期出現，首次是1710年，第二次是1799年（為聯合公爵），第三次是1934年。

### 根德公爵，第一次冊立（1710年）
其他銜頭：根德侯爵（1706年）、格雷侯爵（1740年）、根德伯爵（1465年）、哈羅德伯爵及高德里池子爵（1706年）和盧卡斯男爵（1663年）
- 第一代根德公爵亨利·格雷（1671年–1740年）

### 根德及斯特拉森公爵（1799年）
其他銜頭：都柏林伯爵（1799年）
- 第一代根德及斯特拉森公爵愛德華王子（1767年–1820年）

### 根德公爵，第二次冊立（1934年）
其他銜頭：聖安德魯斯伯爵和丹柏提克男爵（1934年）
- 第一代根德公爵佐治王子（1902年–1942年）
- 第二代根德公爵愛德華王子（1935年生）

#### 繼承順序
1. 聖安德魯斯伯爵佐治·溫莎（1962年生），第二代公爵長子
2. 丹柏提克勳爵愛德華·溫莎（1988年生），聖安德魯斯勳爵獨子
3. 尼古拉斯·溫莎勳爵（1970年生），第二代公爵幼子
4. 阿貝特·溫莎（2007年生），尼古拉斯勳爵長子
5. 利奧波德·溫莎（2009年生），尼古拉斯勳爵次子
6. 路易·溫莎（2014年生），尼古拉斯勳爵三子
7. 迈克尔王子（1942年生），第一代公爵幼子
8. 弗雷德里克·溫莎勳爵（1979年生），迈克尔王子獨子

### 世系圖
| 乔治王子 肯特公爵 1902–1942          |                                      |                                      |                                      |                                      |                                      |  |  |                        |                        |                        |                        |                        |                        |  |  |                             |                             |                             |                             |                             |                             |  |  |                     |                     |                     |                     |                     |                     |  |  |                           |                           |                           |                           |                           |                           |  |  |  |  |  |  |  |  |  |  |
|                                      |                                      |                                      |                                      |                                      |                                      |  |  |                        |                        |                        |                        |                        |                        |  |  |                             |                             |                             |                             |                             |                             |  |  |                     |                     |                     |                     |                     |                     |  |  |                           |                           |                           |                           |                           |                           |  |  |  |  |  |  |  |  |  |  |
|                                      |                                      |                                      |                                      |                                      |                                      |  |  |                        |                        |                        |                        |                        |                        |  |  |                             |                             |                             |                             |                             |                             |  |  |                     |                     |                     |                     |                     |                     |  |  |                           |                           |                           |                           |                           |                           |  |  |  |  |  |  |  |  |  |  |
| 愛德華王子 肯特公爵 1935生           | 愛德華王子 肯特公爵 1935生           | 愛德華王子 肯特公爵 1935生           | 愛德華王子 肯特公爵 1935生           | 愛德華王子 肯特公爵 1935生           | 愛德華王子 肯特公爵 1935生           |  |  |                        |                        |                        |                        |                        |                        |  |  |                             |                             |                             |                             |                             |                             |  |  |                     |                     |                     |                     |                     |                     |  |  | 7) 根德米高王子 1942生    | 7) 根德米高王子 1942生    | 7) 根德米高王子 1942生    | 7) 根德米高王子 1942生    | 7) 根德米高王子 1942生    | 7) 根德米高王子 1942生    |  |  |  |  |  |  |  |  |  |  |
| 愛德華王子 肯特公爵 1935生           | 愛德華王子 肯特公爵 1935生           | 愛德華王子 肯特公爵 1935生           | 愛德華王子 肯特公爵 1935生           | 愛德華王子 肯特公爵 1935生           | 愛德華王子 肯特公爵 1935生           |  |  |                        |                        |                        |                        |                        |                        |  |  |                             |                             |                             |                             |                             |                             |  |  |                     |                     |                     |                     |                     |                     |  |  | 7) 根德米高王子 1942生    | 7) 根德米高王子 1942生    | 7) 根德米高王子 1942生    | 7) 根德米高王子 1942生    | 7) 根德米高王子 1942生    | 7) 根德米高王子 1942生    |  |  |  |  |  |  |  |  |  |  |
|                                      |                                      |                                      |                                      |                                      |                                      |  |  |                        |                        |                        |                        |                        |                        |  |  |                             |                             |                             |                             |                             |                             |  |  |                     |                     |                     |                     |                     |                     |  |  |                           |                           |                           |                           |                           |                           |  |  |  |  |  |  |  |  |  |  |
| 1) 乔治·溫莎 聖安德魯斯伯爵 1962生   | 1) 乔治·溫莎 聖安德魯斯伯爵 1962生   | 1) 乔治·溫莎 聖安德魯斯伯爵 1962生   | 1) 乔治·溫莎 聖安德魯斯伯爵 1962生   | 1) 乔治·溫莎 聖安德魯斯伯爵 1962生   | 1) 乔治·溫莎 聖安德魯斯伯爵 1962生   |  |  |                        |                        |                        |                        |                        |                        |  |  | 3) 尼古拉斯·溫莎勳爵 1970生 | 3) 尼古拉斯·溫莎勳爵 1970生 | 3) 尼古拉斯·溫莎勳爵 1970生 | 3) 尼古拉斯·溫莎勳爵 1970生 | 3) 尼古拉斯·溫莎勳爵 1970生 | 3) 尼古拉斯·溫莎勳爵 1970生 |  |  |                     |                     |                     |                     |                     |                     |  |  | 8) 費德歷·溫莎勳爵 1979生 | 8) 費德歷·溫莎勳爵 1979生 | 8) 費德歷·溫莎勳爵 1979生 | 8) 費德歷·溫莎勳爵 1979生 | 8) 費德歷·溫莎勳爵 1979生 | 8) 費德歷·溫莎勳爵 1979生 |  |  |  |  |  |  |  |  |  |  |
| 1) 乔治·溫莎 聖安德魯斯伯爵 1962生   | 1) 乔治·溫莎 聖安德魯斯伯爵 1962生   | 1) 乔治·溫莎 聖安德魯斯伯爵 1962生   | 1) 乔治·溫莎 聖安德魯斯伯爵 1962生   | 1) 乔治·溫莎 聖安德魯斯伯爵 1962生   | 1) 乔治·溫莎 聖安德魯斯伯爵 1962生   |  |  |                        |                        |                        |                        |                        |                        |  |  | 3) 尼古拉斯·溫莎勳爵 1970生 | 3) 尼古拉斯·溫莎勳爵 1970生 | 3) 尼古拉斯·溫莎勳爵 1970生 | 3) 尼古拉斯·溫莎勳爵 1970生 | 3) 尼古拉斯·溫莎勳爵 1970生 | 3) 尼古拉斯·溫莎勳爵 1970生 |  |  |                     |                     |                     |                     |                     |                     |  |  | 8) 費德歷·溫莎勳爵 1979生 | 8) 費德歷·溫莎勳爵 1979生 | 8) 費德歷·溫莎勳爵 1979生 | 8) 費德歷·溫莎勳爵 1979生 | 8) 費德歷·溫莎勳爵 1979生 | 8) 費德歷·溫莎勳爵 1979生 |  |  |  |  |  |  |  |  |  |  |
|                                      |                                      |                                      |                                      |                                      |                                      |  |  |                        |                        |                        |                        |                        |                        |  |  |                             |                             |                             |                             |                             |                             |  |  |                     |                     |                     |                     |                     |                     |  |  |                           |                           |                           |                           |                           |                           |  |  |  |  |  |  |  |  |  |  |
| 2) 愛德華·溫莎 唐帕特里克男爵 1988生 | 2) 愛德華·溫莎 唐帕特里克男爵 1988生 | 2) 愛德華·溫莎 唐帕特里克男爵 1988生 | 2) 愛德華·溫莎 唐帕特里克男爵 1988生 | 2) 愛德華·溫莎 唐帕特里克男爵 1988生 | 2) 愛德華·溫莎 唐帕特里克男爵 1988生 |  |  | 4)阿尔伯特·溫莎 2007生 | 4)阿尔伯特·溫莎 2007生 | 4)阿尔伯特·溫莎 2007生 | 4)阿尔伯特·溫莎 2007生 | 4)阿尔伯特·溫莎 2007生 | 4)阿尔伯特·溫莎 2007生 |  |  | 5) 利奥波德·溫莎 2009生     | 5) 利奥波德·溫莎 2009生     | 5) 利奥波德·溫莎 2009生     | 5) 利奥波德·溫莎 2009生     | 5) 利奥波德·溫莎 2009生     | 5) 利奥波德·溫莎 2009生     |  |  | 6) 路易·溫莎 2010生 | 6) 路易·溫莎 2010生 | 6) 路易·溫莎 2010生 | 6) 路易·溫莎 2010生 | 6) 路易·溫莎 2010生 | 6) 路易·溫莎 2010生 |  |  |                           |                           |                           |                           |                           |                           |  |  |  |  |  |  |  |  |  |  |